# Одноэлектронный перенос
Одноэлектронный перенос (англ. single electron transfer) — промежуточная стадия многих органических и биохимических реакций, в которой происходит переход одного электрона от донора к акцептору.

## Описание

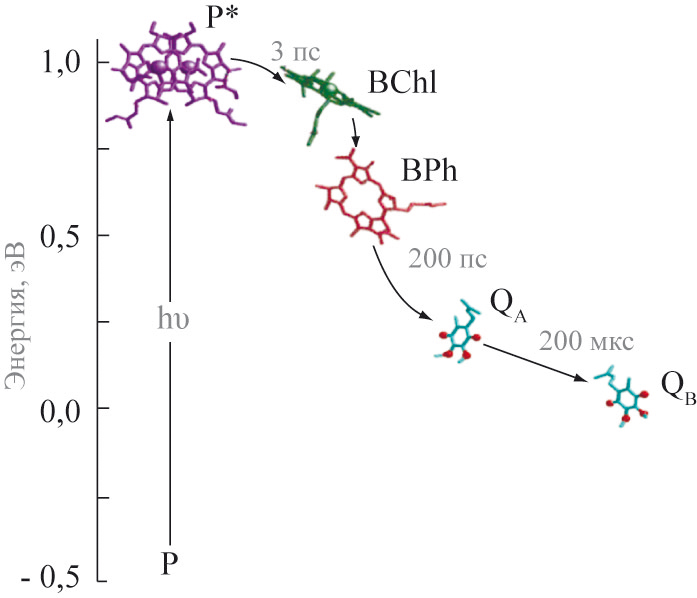
Энергетическая диаграмма, иллюстрирующая процесс переноса электрона в реакционных центрах пурпурных бактерий. P — димер бактериохлорофилла, под действием света переходящий в возбужденное состояние P*, которое служит донором электрона. BChl — бактериохлорофилл, BPh — бактериофеофитин, QA — промежуточный хинон, QB — хинон-акцептор электрона. На каждой стадии указано время переноса электрона.

Широко распространен в природе. По сути представляет собой окислительно-восстановительный (редокс) процесс. Как правило, в результате переноса образуется состояние с разделенными зарядами: DA → D+A– (D — донор, A — акцептор электрона).
Перенос электрона играет важную роль во многих биохимических реакциях. Например, одна из важных стадий фотосинтеза — перенос электрона через бислойную клеточную мембрану. Он начинается от димера бактериохлорофилла (P) и включает серию переходов электрона от одного вещества к другому (рис.). Конечный акцептор электрона — молекула хинона (QB).